# Juan Fernández (archipelag)
Archipelag Juan Fernández – grupa wulkanicznych wysp w południowej części Pacyfiku, 667 km na zachód od wybrzeża Chile. W ich skład wchodzą m.in.
- Robinson Crusoe (33°38′00″S 78°51′00″W/-33,633333 -78,850000) – znana wcześniej jako Isla Más a Tierra, otacza ją szereg mniejszych wysepek, m.in. Juananga i Santa Clara;
- Alejandro Selkirk (33°42′07″S 79°00′05″W/-33,701944 -79,001389) – znana wcześniej jako Isla Más Afuera, leży 181 km na zachód od Robinsona Crusoe.

W 1977 cały archipelag objęto ochroną w ramach rezerwatu biosfery.
Wyspy są znane głównie ze względu na osobę Aleksandra Selkirka, który przebywał na jednej z wysp. Pobyt ten stał się później inspiracją do napisania Robinsona Crusoe przez Daniela Defoe. Wyspy mają łączną powierzchnię 99,67 km², z czego 47,94 km² przypada na wyspę Robinson Crusoe, 2,21 km² na wyspę Santa Clara, a 49,52 km² na wyspę Aleksander Selkirk. Wyspy zamieszkuje ok. 600 mieszkańców, jedyną stale zamieszkaną wyspą pozostaje Robinson Crusoe. Mieszkańcy utrzymują się głównie z rybołówstwa (homary) oraz z turystyki. Administracyjnie archipelag Juan Fernández stanowi część chilijskiego regionu Valparaíso (w jego skład wchodzi również Wyspa Wielkanocna).

## Historia
Archipelag został odkryty 22 listopada 1574 przez hiszpańskiego żeglarza Juana Fernándeza, który zboczył ze swojego pierwotnego kursu na drodze z Peru do Valparaiso. Odkrytym wyspom nadał nazwy: Más Afuera, Más a Tierra i Islote de Santa Clara.
W XVII i XVIII w. wyspy stały się kryjówką piratów, służyły również jako kolonia karna. Na mapy zostały prawidłowo naniesione dopiero w 1790 przez Alessandro Malaspinę. W 1914 wyspy stały się punktem zbornym rozproszonej niemieckiej flotylli Maximiliana von Spee. Następnie cesarskie okręty grafa von Spee zadały klęskę Brytyjczykom w bitwie pod Coronelem. Miesiąc później niemiecka flota została rozbita w bitwie Falklandzkiej, a jedyny ocalały cesarski okręt po ucieczce został ostatecznie zatopiony u wybrzeży Más a Tierra na początku 1915.
W 1966 chilijski rząd zmienił nazwę wyspy Más Afuera na Aleksander Selkirk, a Más a Tierra na Robinson Crusoe w celu promowania turystyki. Przy czym w rzeczywistości Aleksander Selkirk nigdy nie przebywał na Más Afuera, ale na Más a Tierra. 30 lipca 2007 nowelą konstytucyjną przyznano wyspom Juan Fernández oraz Wyspie Wielkanocnej status terytorium specjalnego.
27 lutego 2010 wyspy nawiedziło tsunami wywołane przez trzęsienie ziemi w Chile.

## Klimat

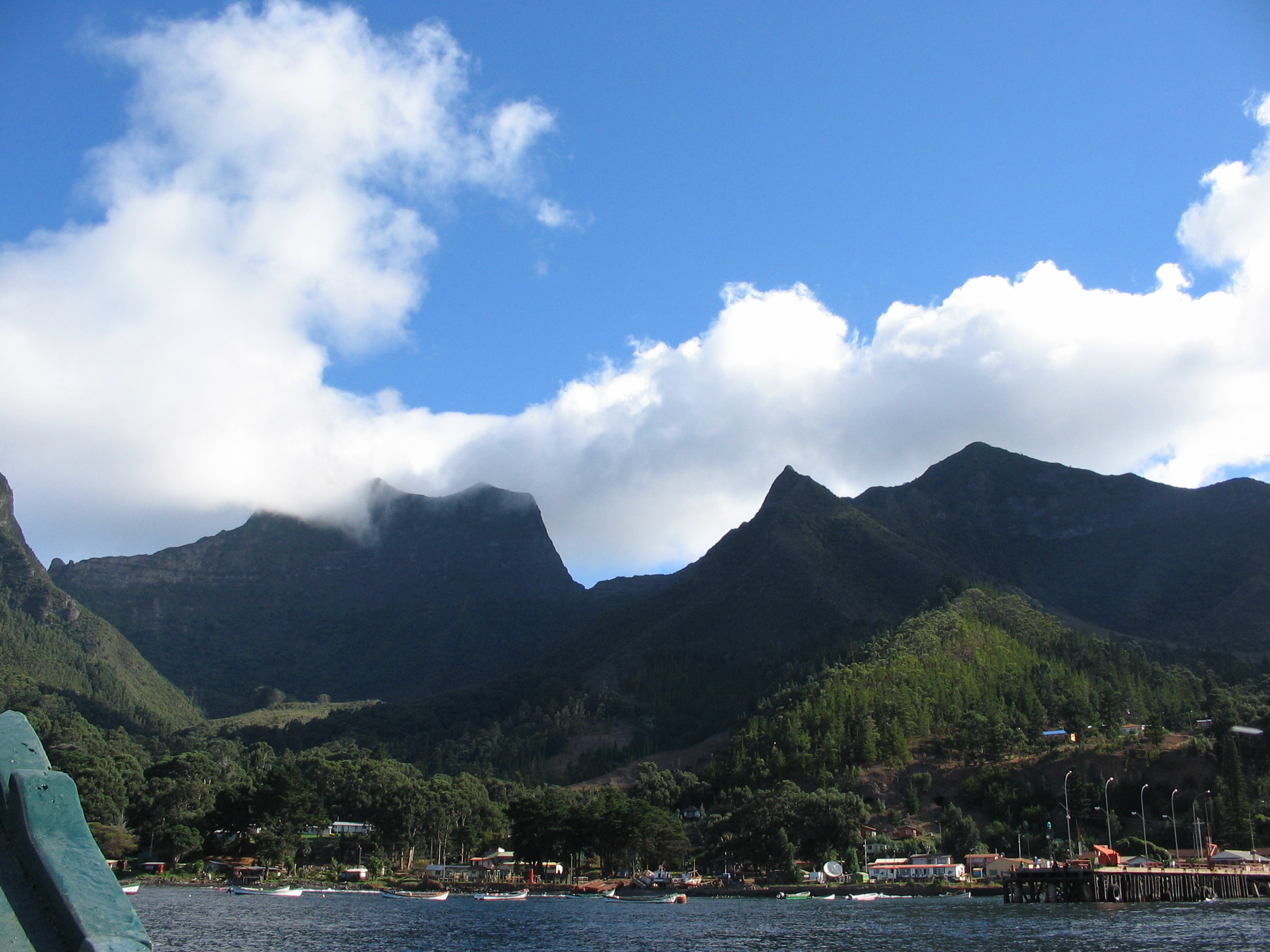
Wyspa Robinson Crusoe

Na wyspach panuje klimat podzwrotnikowy, na który duży wpływ wywiera Prąd Humboldta, płynący w kierunku północnym. Temperatura waha się pomiędzy 13 a 22 °C (średnia wynosi 16,2 °C). Na wyżej położonych terenach temperatury są niższe. Opady skupiają się głównie w miesiącach zimowych, średnia roczna opadów sięga 1081 mm. Wysokość opadów jest również kształtowana przez El Niño.

## Przyroda
Wyspy są ostoją dla wielu endemicznych gatunków roślin i zwierząt, niespotykanych nigdzie indziej. Ze względu na znaczną izolację archipelagu liczba roślin i zwierząt jest ograniczona. Tutejsza flora ucierpiała na skutek wprowadzenia pewnych gatunków z zewnątrz (w szczególności kóz).
Strefy roślinne układają się zgodnie z położeniem nad poziomem morza. Na niższych wysokościach przeważają trawy i zarośla, natomiast wyżej znajdują się lasy górskie. Z bardziej interesujących zwierząt można wymienić spotykane tylko w tym rejonie kotiki chilijskie oraz fernandeziki wyspowe. Od 1935 roku prawie cały archipelag obejmuje Park Narodowy Archipiélago de Juan Fernández.